# Pont de Gerri
El Pont de Gerri és una obra de Baix Pallars (Pallars Sobirà) inclosa a l'Inventari del Patrimoni Arquitectònic de Catalunya.

## Descripció
Magnífic pont gòtic constituït per una única gran arcada, assentat directament sobre la roca. L'arc de mig punt on descansa a banda i banda d'una massissa barbacana formant un eixamplament.
Aquest pont sobre la Noguera Pallaresa és l'única comunicació existent entre el marge dret on s'assenta la vila i a l'esquerra, on es troba el monestir i s'inicia el camí que condueix al poblet d'Enseu i d'altres de la ribera de Baén.